# Maria Vittoria dal Pozzo
Maria Vittoria Carlotta Enrichetta Giovanna dal Pozzo (Parijs, 9 augustus 1847 — San Remo, 8 november 1876) was koningin van Spanje en hertogin van Aosta.
Maria Victoria was een dochter van Carlo Emanuele dal Pozzo, prins van dal Pozzo dalla Cisterna, en zijn echtgenote Louise Caroline Ghislaine, gravin van Mérode. Op 30 mei 1863 trouwde ze in Turijn met Amadeus van Savoye-Aosta, hertog van Aosta en een zoon van koning Victor Emanuel II van Italië. Nadat Amadeus op 16 november 1870 tot de nieuwe koning van Spanje gekozen en op 2 januari 1871 ingehuldigd werd, werd zij koningin. Dit was voor een zeer korte periode, want op 11 februari 1873 deed Amadeus afstand van de troon.
Maria Victoria en Amadeus hadden drie kinderen:
- Emanuel Filibert van Aosta (13 januari 1869 - 4 juli 1931), hertog van Aosta, gehuwd met Hélène van Orléans (1871-1951), en vader van Tomislav II van Kroatië
- Umberto Marie Victor Amadeus van Aosta (24 november 1870 - 10 oktober 1946), graaf van Salemi
- Lodewijk Amadeus van Savoye (29 januari 1873 - 18 maart 1933), hertog van Abruzzi

Maria Vittoria had, door angst en spanningen aan het Spaanse hof, gezondheidsklachten gekregen en stierf op 8 november 1876 op 29-jarige leeftijd. Ze werd in de Basilica di Superga in Turijn bijgezet.